# Alla presidentens män
Alla presidentens män (engelska: All the President's Men) är en amerikansk dramadokumentär från 1976 i regi av Alan J. Pakula, som handlar om Watergateaffären. Filmen är baserad på den dokumentära boken Och alla presidentens män från 1974 av journalisterna Carl Bernstein och Bob Woodward. I filmen spelas Bernstein av Dustin Hoffman och Woodward av Robert Redford.

## Handling
Carl Bernstein (Dustin Hoffman) och Bob Woodward (Robert Redford) är grävande journalister på The Washington Post. De börjar skriva om ett inbrott i demokraternas partihögkvarter och inser snabbt att detta inte är något vanligt inbrott. Sakta men säkert avslöjar de allt fler av de inblandade.
Handlingen startar 17 juni 1972 när säkerhetsvakten Frank Wills (spelad av sig själv) upptäcker att en dörr står olåst i Watergatekomplexet med hjälp av fastsatt tejp. Polis tillkallas och fem inbrottstjuvar grips i demokraternas partihögkvarter. Bob Woodward får i uppdrag att följa domstolsförhandlingen som inte tros ha någon större betydelse. Woodward får veta att de hade buggningsutrustning och kopplingar till CIA. Han kan sedan knyta dem till E. Howard Hunt och Richard Nixons speciella rådgivare Charles Colson.
Carl Bernstein får i uppdrag att följa historien tillsammans med Woodward. Woodward kontaktar "Deep Throat" (Hal Holbrook) som han känner sedan tidigare som blir anonym källa. De träffas i ett parkeringshus nattetid. Deep Throat säger till Woodward att "följa pengarna" ("follow the money"). Woodward och Bernstein kan de efterföljande veckorna koppla samman inbrottstjuvarna med tusentals dollar av kampanjbidrag.
I filmens slutscen som äger rum 20 januari 1973 skriver Bernstein och Woodward hela artikeln samtidigt som en TV-apparat visar hur Nixon svär presidenteden för sin andra period som president. Filmen avslutas med texter om händelseutvecklingen fram till att Gerald Ford svärs in som president 9 augusti 1974.

## Rollista i urval
| Dustin Hoffman  | – Carl Bernstein            |
| Robert Redford  | – Bob Woodward              |
| Jack Warden     | – Harry M. Rosenfeld        |
| Martin Balsam   | – Howard Simons             |
| Hal Holbrook    | – "Deep Throat" (Mark Felt) |
| Jason Robards   | – Benjamin C. Bradlee       |
| Jane Alexander  | – Judy Hoback               |
| Meredith Baxter | – Debbie Sloan              |
| Ned Beatty      | – Martin Dardis             |
| Stephen Collins | – Hugh W. Sloan, Jr.        |
| Penny Fuller    | – Sally Aiken               |
| Robert Walden   | – Donald Segretti           |
| Frank Latimore  | – domare                    |
| Richard Herd    | – James W. McCord Jr.       |
| Lindsay Crouse  | – Kay Eddy                  |

## Om filmen
Titeln "Alla presidentens män" är en ordlek baserad på ett stycke ur ramsan om Humpty Dumpty:
All the king's horses and all the king's men

Couldn't put Humpty together again.
- Filmen regisserades av Alan J. Pakula och manuset skrevs av William Goldman. Den är baserad på Bernsteins och Woodwards bok med samma namn. Jason Robards spelar deras chef Ben Bradlee, en roll som han fick en Oscar för Bästa manliga biroll.
- Den bilintresserade noterar att Bernstein och Woodward kör en Volvo Amazon.